# Křesťanská askeze
Pojem askeze má původ v řeckém ἄσκησις (áskésis) „cvičení“, které je odvozeno od řeckého slovesa ἀσκεῖν (askeín) „cvičit“. Askezí se v křesťanství míní metoda, v níž se snaha zaměřuje k dosažení dokonalého charakteru v morálním a náboženském životě. V průběhu dějin se objevilo vícero způsobů, jak askezi uskutečňovat. Společným jmenovatelem všech metod je sebezapření, odříkání a přijetí utrpení. Konkrétně se může jednat o stravovací omezení, zdrženlivost vůči majetku, opanování sexuality. Na askezi se hledí jako na prostředek duchovního pokroku. Slouží k dosažení nejvyššího cíle, lásky.

## Kořeny
Prvky askeze, které se vykládají jako křesťanské, se poprvé nacházejí v Egyptě a Sýrii. Avšak ani v těchto zemích se nejedná o původně křesťanskou formu askeze. Její kořeny sahají do prostředí myšlení řeckého, později helénistického (Démokritos, Aristotelés, Díogenés ze Sinópé, Musonios), i světa židovského. V řeckém prostředí asketickými projevy prosluli pythagorejci (např. o Pythágorovi se traduje, že nejedl maso a boby) a orfikové (byli známí vegetariánstvím, ale i dalšími asketickými praktikami). Oba směry nahlížely na tělo jako „hrob duše“. Na toto téma později navazuje Platón. V židovství asketické snahy vyvstávají na pozadí vzedmuté apokalyptiky. Jedním takovým směrem, o kterém píše Filón Alexandrijský ve spise De vita contemplativa, byli therapeuté žijící asketickým životem v blízkosti Alexandrie. Mezi sebou měli také starší ženy žijící zdrženlivě. Jiným židovským směrem byli esejci známí z Kumránu objevem jejich spisů koncem 40. let 20. století u Mrtvého moře. Josefus Flavius je líčil jako ty, kteří si zakládali na pracovitosti, nemnohém spánku, zdrženlivosti, sebeovládání, oddělení od ostatních lidí a umývání ve studené vodě. Vypadá to, že u esejců byl do určité míry rozšířený celibát. Na podobu křesťanské askeze měl vliv i stoicismus, který nabádal ke zdrženlivému způsobu života – omezování v jídle, oblečení, bydlení a majetku, snášení horka a zimy, tvrdého lůžka, dobrovolné zříkání se příjemných věcí, ochota ke snášení obtíží, přísné nároky na manželství, nebo dokonce zřeknutí se manželského života vůbec. Asketickým životem se vyznačoval také vliv kynické školy. Asketickou morálku shrnovala do krajní prostoty, přezíravosti k většině žádostí a potřeb života kromě těch nejzákladnějších, do výsměchu všem konvencím či náboženským předsudkům. V neposlední řadě sehrál svoji roli v utváření křesťanské askeze gnosticismus. Alespoň některé jeho proudy zastávaly askezi plynoucí z odmítání hmotného světa v podobě naprostého odmítnutí sexuality a plození potomstva.

## Křesťanská askeze ve starověku

### 1. století: Ježíš z Nazareta, Pavel z Tarsu, evangelista Lukáš
Když se díváme na Ježíše ve světle novozákonních pramenů, není tím, kdo tíhne k askezi. Tou byl známý spíše Jan Křtitel, Ježíše považovali za jeho opak. „Přišel Jan, nejedl, nepil – a říkají: `Je posedlý.´ Přišel Syn člověka, jí a pije – a říkají: `Hle, milovník hodů a pitek, přítel celníků a hříšníků!´“ (Mt 11, 18-19 (Kral, ČEP)) Přitom však Ježíš žije mimo manželství i domov a následovníky vyzývá: „Neukládejte si poklady na zemi,“ (Mt 6, 19 (Kral, ČEP)) "Tak ani žádný z vás, kdo se nerozloučí se vším, co má, nemůže být mým učedníkem," (Lk 14, 33 (Kral, ČEP)) „Následuj mě a nech mrtvé, ať pochovávají své mrtvé,“ (Mt 8, 22 (Kral, ČEP)) nebo „Kdo chce jít se mnou, zapři sám sebe, vezmi svůj kříž a následuj mne.“ (Mk 8, 34 (Kral, ČEP)) Postupem času na Ježíšovy rady naváže mnišské hnutí, když mniši budou skládat sliby chudoby, čistoty a poslušnosti. Tyto rady, kterých je v evangeliích hodně, budou chápány jako návody k vyšší dokonalosti. Jako na radu bude nahlíženo na Ježíšův čtyřicetidenní pobyt na poušti, kterým se nechají inspirovat poustevníci.
Odlišný pohled na Ježíše nalezneme v apokryfních pramenech. Např. v Evangeliu ebionitů se při poslední večeři čtenář setká s Ježíšem, který nejí maso, a tak je stejně jako Jan Křtitel představený jako vegetarián. Jiným příkladem je Evangelium Egypťanů, na které se odvolávali enkratité. Podle Klementa Alexandrijského enkratité odmítali sexualitu a plození potomstva jako výklad prvotního hříchu právě s odkazem, že tak činí v Ježíšově jménu.
Ježíš nezakazuje vynakládat síly na životní potřeby (Mk 4, 38 (Kral, ČEP); Mk 14, 6 (Kral, ČEP)). To neznamená, že si žije snadným životem. Vyzývá ke zřeknutí se nároků (Mt 8, 20 (Kral, ČEP)), ale od svého okolí askezi nepožaduje. Již evangelista Matouš však vidí za Ježíšovými slovy v Mt 19, 12 (Kral, ČEP) asketický smysl. Ježíš sám se neoženil, avšak nikde to samé nežádá výslovně od druhých. Nemá žádné vnitřní zábrany proti ženám, jak se s nimi setkáváme u asketů. Sice mezi povolanými Dvanácti apoštoly není žena, avšak dá se to pochopit s ohledem na tehdejší kulturu. Jeho Dvanáct zřejmě většinou ženatých bylo. Pro některé Ježíšovy následovníky bylo povolání tak silné, že se zříkali všech pout, i těch nejtěsnějších, rodinných, a stali se nezpůsobilými pro manželství.
Pavel z Tarsu je výraznou postavou, která ovlivnila formování křesťanství. V Novém zákonu nacházíme několik listů od něj. V Prvním listu do Korintu reaguje na asketické tendence, které se v korintské církvi projevily. Pavel z Tarsu se k situaci vyjadřuje, avšak nelze povědět, že by ji podněcoval. V korintském sboru ji zřejmě silněji hájily ženy (1Kor 7, 4 (Kral, ČEP)). Člověk by podle nich více neměl vstupovat do manželství. Existovali tu asketové (parthenoi) žijící v církvi, kteří snad svůj závazek vnímali jako věčný (1Kor 7, 28 (Kral, ČEP); 1Kor 7, 36n (Kral, ČEP)). Jedná se pak o tzv. duchovní zasnoubení: muž a žena spolu žijí společně, avšak zdržují se sexuálního kontaktu. V přístavním městě jako Korint mohla církevní obec tímto způsobem chránit asketicky žijící ženy. Korintští nevědí, co si s daným postojem počít a ptají se Pavla (1Kor 7, 1 (Kral, ČEP)). Ten reaguje neočekávaně: vyjadřuje se pro askezi. Nic nepřikazuje. Pavel se při svém vysvětlení opírá o blízkost konce, který má nastat (1Kor 7, 29-31 (Kral, ČEP)). Pokud by Pavel mínil askezi v manželství, celibát, pro celou korintskou církev bez rozdílu, nemohl by očekávat příliv pohanů do církve, o nějž usiloval. „Zničil by fenomén zbožného domu“, který byl živý ve společnosti kolem něj. Pavel vnímal vlastní zdrženlivost jako obdarování při jeho poslání. Očekával, že stejný dar mohli obdržet jiní. Manželství jako dar nechápe.
Jeden z prvních křesťanů, Lukáš, pisatel evangelia, je s askezí také spojován. Známý je jeho záznam Ježíšových slov o mamonu (Lk 16, 9-11 (Kral, ČEP)). Pouze Lukáš mezi evangelisty přináší učedníkům požadavek na rozprodání majetku (Lk 12, 33 (Kral, ČEP)), vyjma vyprávění o bohatém mládenci, kterému Ježíš pověděl totéž (Mk 10, 21 (Kral, ČEP)). Jednou Lukáš ve svém evangeliu používá slovesa apotassesthai (Lk 14, 33 (Kral, ČEP)), které se tenkrát užívalo v odborné mluvě pro asketické zřeknutí se. Lukáš oceňuje ženy, které podporují Ježíšovu misii, neodmítá je ani jimi neopovrhuje, přičemž však nezmiňuje požadavek neženatosti jeho následovníků. Nesetkáváme se zde ještě ani s potlačováním žen, ani s nutností se jim vyhnout.

### 2. století: Ignatios, Justin, Tertullianus, enkratité, Klement Alexandrijský
Asketismus není v 2. století dosud tak organizovaným hnutím, jak se s ním setkáme později. Do života formující se jednotné církve se asketismus zapojí až ve 4. a 5. století. Asketismus 2. a 3. století je silně individualistický. Jeden z nejstarších dochovaných tzv. řádů církve, Didaché, křesťanu přikazuje (4:8), aby se ve všem rozdělil se svým bratrem a neříkal, že to patří jen jemu. Držení majetku má omezení. Dobrovolné zřeknutí se části majetku ve prospěch druhého člověka je výrazem pokání. Didaché se také zmiňuje o putujících prorocích, jakýchci asketech. Svým vzezřením a vystupováním vyjadřovali nezávislost na sociálních normách. Podle Didaché tito proroci mohli očekávat podporu v podobě stravy a ošacení od komunity, do níž přišli. Didaché nepřímo ovlivnilo monastickou nauku o dvou cestách, která je založena na jeho prvních pěti kapitolách.
Antiochijský biskup Ignatios na počátku 2. století nabádá Kristovy následovníky s důrazem na jednotu (Ignatios Polykarpovi 1:2), aby ke zdrženlivosti přistupovali rozvážně. Přál si, aby společností prostupovala spořádaná sexualita. Ignatios vybízí (Ignatios Polykarpovi 5:2), je-li kdo schopen si uchovat zdrženlivost a pohlavní nedotčenost, aby se tím nechlubil. Ženám Ignatios přikazuje, aby byly spokojené se svými muži. Církevní otec Justin Mučedník, působící po roce 140 v Římě, se v Apologii dedikované císaři Antoninovi Piovi dovolává sexuální zdrženlivosti mnoha křesťanů pokročilého věku coby důvodu pro vážnost křesťanství. Zde začíná vyrůstat ideál úplné sexuální zdrženlivosti. Irenej, křesťanský teolog a lyonský biskup, má za současníka Melitóna ze Sard, který byl eunuchem.
První významný latinsky píšící křesťan, Tertullianus, žijící na přelomu 2. a 3. století hledá kritérium pro opravdový dar proroctví. Protože se mu vyhne mučednický osud, který by ho stvrdil (jako např. v příběhu Perpetuy), ztotožní obdarování Duchem se sexuálním odříkáním. Sexuální abstinence má v jeho pojímání za důsledek nastřádání si svatosti. Tertullianus se stal obhájcem dlouhých postů a sexuální abstinence. Příklon k montanismu učiní Tertullianovy asketické názory ještě rigidnějšími.
V průběhu 2. století sílí v křesťanských obcích tendence vnímat sexuální abstinenci jako výraz očekávání brzkého Kristova příchodu. Sexuální aktivita spojená s rozením potomstva byla považována za potvrzení vlády smrti. Ukončení její vlády proto vede k zřeknutí se a vymanění se z působení sexuálního pudu. Tak se v Markiónově učení setkáváme s dualismem hmoty a ducha s výrazným sociálním rozměrem. Markión spatřuje ve starozákonním Stvořiteli opak toho, který přišel v Kristu. Zlý Bůh stojí proti Bohu dobrému. V Ježíšovi jsou lidé povoláni ke svobodě a jako svobodní se dokáží zřeknout pout rodiny i odepřít si manželský život. Apologeta Tacián Syrský, sdílející stejný pohled na sexuální abstinenci jako Markión, se k ní klonil proto, aby člověk mohl žít s Duchem svatým. Ideálním svazkem je podle Taciána „sňatek“ s Duchem. Tak se člověk vrací k původní blízkosti s Bohem z rajské zahrady. Nejen Tacián se dotknul výkladu Genese. Pro křesťany její úvodní pasáže sloužily k ospravedlnění asketismu.
Irenej a církevní otec Klement Alexandrijský zařadili svého současníka Taciána k enkratitům. Enkratité (řecké ἐγκράτεια, enkrateia, znamená zdrženlivost) se zdržovali pohlavního styku, byli vegetariány (zdržovali se masa) a odmítali pít víno. Za všemi těmito projevy spatřovali chování více zvířecí než lidské. Sexualita existuje pouze k tomu, aby se od ní člověk odvrátil. Z prostředí enkratitů pochází Skutky Tomášovy, zmiňující sexuální odříkání o svatební noci. Tomáš nabádal manželky, aby odpíraly svým manželům sexuální spojení. U enkratitů se setkáváme se skupinovým celibátem.
Enkratity opovrhoval Klement Alexandrijský. Sám žil v manželství. Mezi plodným manželským životem a životem směřujícím k duchovní plnosti nespatřoval rozpor. Obé lze podle něj vzájemně usouladit, neboť tělo a duch jsou spojenci. Tělo je prospěšné cvičit, aby ho uměl člověk ovládat. Jeho doporučením vedoucím k tomuto cíli je mimo jiné tvrdé lůžko na spaní. Na manželství se Klement Alexandrijský dívá jako na dar od Boha. Manželské pohlavní spojení je podle jeho mínění vhodné pouze pro početí potomka, rozkoš zde podle něj nemá místa.

### 3. století: Órigenés, Methodios, Mání, Antonín, Pachomios
Významnou měrou přispěl k upevnění asketických tendencí v církvi do budoucnosti církevní učitel Órigenés. Důležitější složkou lidské bytosti je podle něj duch, který se má osvobozovat z područí tělesných žádostí, které ho ovládají. Posilováním ducha se má člověk oddávat více a více Bohu. Tělo se tak stává pro ducha prostorem zkoušky, protože duch je díky tělu vychováván. Órigenés zastával oproti mnohým současníkům postoj, že tělo člověk pro pozvolné uzdravení duše potřebuje. Alexandrijský teolog vidí za tím, čemu se člověk vystavuje, působení nadzemského světa andělů a démonů. Záleží pak, na čí stranu se člověk přikloní a kdo ovlivní jeho srdce. Tímto pohledem se nechali ovlivnit příští generace křesťanů. Sexualitu považoval Órigenés za něco nadbytečného a pohlavní styk v manželství za vedoucí ke zhrubnutí ducha. Naopak zdrženlivost těla se u něj těšila velkému obdivu. Tělo panice nebo panny je chrámem Páně. Sám Órigenés šel příkladem druhým v radikální askezi, když vzal doslovně výrok zachycený Evangeliem podle Matouše: Mt 19, 12 (Kral, ČEP) a udělal ze sebe eunucha.
Na pohled Órigenův propojený s dřívějšími tradicemi Malé Asie navázal řecký církevní otec Methodios z Olympu, když v dialogu Symposion vyvyšuje panictví a panenství. Manželství je proto v jeho očích jen ústupkem lidské nedokonalosti. V Kristově příchodu mezi lidi spatřuje Methodios oživení původního panického těla Adama ze zahrady Eden. Panictví a panenství povznáší v Methodiově pojetí tělo na úroveň duše.
Křesťanský pohled na askezi nezůstal prostý ani vlivu perského proroka Máního, který je silně ovlivněný dualismem. Součástí manicheismu byla tuhá askeze. Mání zdůrazňoval úpadek těla, které mohlo zůstat svaté jen askezí v podobě pohlavního odříkání. Máního následovníci se dělili na dvě kategorie: vyvolené a posluchače. Právě vyvolení byli rozpoznatelní tím, že odmítali jíst maso a pít víno. Ti také byli ve své církvi duchovenstvem. Posluchači, druhá kategorie manichejců, se nedrželi tak asketických pravidel, ale přesto i pro ně byla závazná modlitba čtyřikrát denně, vyznání hříchů jednou týdně a půst jeden den v týdnu a jeden měsíc v roce.
Prvním doloženým křesťanským poustevníkem se stal Antonín Veliký. Jeho život je nám známý z Athanasiova životopisu. Po smrti rodičů se řídil slovy z Mt 19, 21 (Kral, ČEP) a odešel žít do samoty pouště. Jeho askeze spočívala v boji o svatost s démony a překonávání hladu, který mu působil půst. Na sklonku jeho dlouhého života bylo kolem něj zformované velké společenství poustevníků, kdy každý žil a svůj zápas vedl sám. Založil jednu z větví mnišství, eremitství neboli poustevnictví.
Cestu společného mnišského života na rozdíl od Antonína zvolil Pachomios. Stal se zakladatelem druhé významné větve mnišství, cenobitství. Mnichové hlásící se k tomuto směru se sdružovali v klášterech, které k tomuto účelu Pachomios zakládal. Pachomios dal mnichům pravidla, řeholi, týkající se modlitby i denní práce.
Mnišský život v Sýrii zahrnoval některé vyhraněnější formy askeze. Patřilo mezi ně zazdívání se (inclusi) anebo celoživotní stání na sloupech (stylité). Simeon Starší tak na svém sloupu žil přes třicet let. Theodoret z Kyrrhu se zmiňuje o syrských asketkách, které žily připoutané řetězy v kravíně.

### 4. století: Ambrož, Jeroným, Augustin, Jan Zlatoústý, Basil Veliký
Ambrož, milánský biskup, se stal významným pro vývoj askeze svými Třemi knihami o pannách. V nich se snaží neoblomně prosazovat ideál panenství. Spatřoval v něm životní způsob následující příklad Ježíšovy matky Marie a míru dokonalosti, kterou lidé dosáhli. Vždyť panenství Ambrož představil jako norma integritatis – příklad sexuální nedotčenosti, který je inspirací zvlášť pro klérus.
Obdiv pro asketické tendence měl také Jeroným, mladší současník Ambrožův, jeden z církevních otců. Když se mohl za svého působení v Římě setkat a seznámit se ženami z významných rodin, z nichž některé přijaly a uskutečňovaly asketické praktiky, začal se jim upřímně věnovat jako jejich učitel. S pomocí právě těchto svých žaček založil po svém vynuceném odchodu z Říma v Betlémě klášter. Sám nadřazoval celibát a panenství manželskému soužití, vždyť osobně nějaký čas strávil mnišským životem. Manželství pro Jeronýma bylo pouhým ústupkem tělu, a proto pouze kněz žijící v celibátu je svatý. V mnišském životě spatřoval Jeroným způsob, jak cele a plně následovat Krista. Od Jeronýma se v jeho Legendách o poustevnících dozvídáme, že původcem křesťanské askeze má být Pavel Thébský.
Také Augustin, žák Ambrožův, později biskup v severoafrickém Hipponu, ovlivnil svým vlastním životem a spisy pohled na křesťanskou askezi. V jeho mládí to byla vidina celibátu, která jej odrazovala od přijetí křtu, i když rozumově křesťanství přitakal. Po své konverzi se však stejně Augustin oddal asketickému životu. Spis O manželském dobru napsal Augustin jako reakci na spis svého současníka, Jeronýma, Proti Joviniánovi. V něm Jeroným, jenž se vyznačoval hádavou povahou, rázně vystoupil proti Joviniánově mínění, že manželství je stejné hodnoty jako panenství. Jeroným zastával pozici, že první manželství jsou politováníhodnými, i když odpustitelnými ústupky tělu, a že druhá manželství jsou už jen krůček vzdálená nevěstincům. Panictví a panenství vidí Augustin jako dobré právě tak jako manželství.
Několik let v mládí žil mnišským životem další z výrazných mužů církve, Jan Zlatoústý, konstantinopolský arcibiskup, který si dlouhými posty poškodil zdraví. Proto horu Silpios nad Antiochií musel ze zdravotních důvodů opustit a přesídlil zpět do města. Jan zasáhl do dobových polemik ohledně stavu křesťanů sepsáním pojednání O panenství a panictví. Jeho pohled na manželství odráží skutečnost jeho asketické minulosti, když se do manželství snaží vnést jasný řád, jenž by se dal vyjádřit přirovnáním k malému chrámu. Panenství a manželství jsou dva stupně téže dokonalosti. Mnich, coby zdrženlivý, zůstává však také pro něj nadále ideálem křesťanského života.
Cestou mnišského života šel Basil Veliký, jeden z Kappadockých otců, bratr Řehoře z Nyssy. K tomuto kroku obdržel popud z vlastní rodiny, když jeho sestra Makrina vedla asketické společenství. Společenství mnichů pro něj představovalo rodinu, jejíž hlavou jako otcem má být opat. Jako příslušníci rodiny si také mniši měli být vzájemně pomocí. Basilova řehole, kterou svému společenství dal, se stala vzorem pro křesťanský Východ. Podrobněji se o Basilově učení pojednává v příznačně pojmenovaných spisech Malý a Velký Asketikon. Přesto se Basilova askeze vyznačovala mírností. Makrina sama vedla asketický život projevující se navenek modlitbou, disciplínou a péčí o chudé. Z celé své rodiny učinila útočiště pro askety. V pozdější době, když Basil založil mužský klášter, Makrina vedla klášter ženský. Držela se Basilovy instrukce, aby se mnišský život nezaměřoval přehnaně jen na askezi, ale aby mniši byli schopni charitativní práce ve svém okolí.
Jan Kassián, cestující mnich a asketický spisovatel, žil od svého mládí jako mnich v Betlémě. Při své cestě do Egypta, významného centra křesťanské askeze, se seznámil s místními mnichy a jejich komunitami. Sám později založil vlastní klášter v francouzském Marseille a sepsal pravidla mnišského života – Promluvy a Zásady. Kassián v mnišské praxi neschvaluje krajnosti a varuje před nimi. Staví se například proti vyzývavému asketickému nošení žíněného ošacení. Fyzickou askezi Kassián nepovažuje pro mnišský život za tak významnou jako meditaci a modlitbu bez přestání.

## Křesťanská askeze ve středověku a raném novověku

### Středověký katolicismus
S odříkavým způsobem života měla osobní zkušenost další významná postava křesťanského mnišství, Benedikt z Nursie, který ovlivnil cenobitství v první půli 6. století. Když se kolem něj shromáždilo více mladých lidí, založil klášter v Monte Cassinu. Pro toto společenství sepsal Benedikt vlastní řeholi. Ta se pro příští období stala inspirací pro většinu mnišských řádů. Netrvala na tak přísných formách askeze jako východní mnišství. Později byl život benediktinů výstižně popisován heslem Ora et labora (Modli se a pracuj). Askeze má v benediktinském pohledu vést k dokonalosti, a ne popírat osobnost mnichů. Benedikt žádal poslušnost, avšak bral zároveň ohled na jednotlivce a jeho osobnostní rysy.
V 5. století na křesťanském Západě vyrůstá irské mnišství. Stalo se proslulým nejen pro svou vzdělanost, věhlas mu přinášely neméně asketické praktiky, o kterých se lidé doslýchali. Mezi ně patřil např. tzv. crossfigill, kdy mnich stál s rozepjatými pažemi na znamení kříže bez hnutí a bez spánku, zaujímání bolestných poloh při modlitbách anebo lehání do ledové vody. Z řady mnichů, kteří působili při misii na kontinentální pevnině, patří k významným Kolumbán Mladší, působící na sklonku 6. a zkraje 7. století. Byl nejen zakladatelem klášterů, ale pro mnichy sepsal Regula monachorum, jedinou starobylou irskou mnišskou řeholi, která se nám dochovala. Nějakou dobu byla na kontinentu rozšířenější nežli řehole Benediktova. Kolumbán viděl jako užitečné, aby si držel od těla pozemská dobra. Asketickým a nekompromisním jednáním připomínal Jana Křtitele.
Se snahou o reformu v benediktinském řádu vystoupil Benedikt Aniánský. V jeho době, na konci 8. a počátku 9. století, bylo již nějaký čas praxí, že světská moc zasahovala do dění v klášterech, například při jmenování opata. Benediktovi šlo o odstranění právě takových zásahů. Dosáhl toho tím, když inicioval vznik nové komunity, ve které upevnil kázeň návratem k původní benediktinské řeholi. Jím upravená řehole nese označení Capitulare monasticum a stala se normou pro tehdejší západní mnišství. Na reformní snahy Benedikta z Aniane navázala reforma v Cluny postupně se šířící mezi 10. a 12. stoletím. Opět zde šlo o svobodné postavení kláštera, do jehož chodu by nezasahovala ani šlechta ani místní biskupové. Při obnově mnišské disciplíny byl položen důraz na významné postavení liturgie a svátostného života, omezení fyzické práce vedlo k rozvoji modlitebního a meditativního života. Za zpřísněním askeze v Cluny v 10. století stála zejména postava prvního opata Berna.
Na křesťanském Západě si v 10. a 11. století našlo své místo v církvi poustevnictví. Rájem pro tento druh askeze se stala Itálie. Známými se pro své poustevnické snahy stali Nilus z Rossana (umírá 1004) a Romuald (951–1027), zakladatel kláštera v Camaldoli. Na něj navázal jeho žák Petr Damiani žijící v 11. století. Jeho klášter ve Fonte Avellanu byl vzorem poustevnicko-asketické komunity. Sepsal Zásady poustevnického řádu. Pokud jde o Camaldoli, v komunitě žili jen novici, mniši žili osaměle ve svých poustevnách a pravidelně se setkávali. Nejedli maso a nepili víno.
Řád cisterciáků vzniká z přání vrátit se k prostému benediktinskému životu v odloučenosti, který se dělí mezi práci a rozjímání. Robert (1028–1111), opat kláštera v Molesme, jej zakládá v pusté močálovití krajině. Cílem cisterciáků byla chudoba po Kristově vzoru. Klade se důraz na chórovou modlitbu, duchovní četbu, osobní rozjímavou modlitbu a manuální práci, což má vést ke hluboké vnitřní zbožnosti. Cisterciácký asketický život není krajní, ale důsledný. Řehole cisterciáky vedla k odříkání v samotě, tělesné práci, odmítání renty, přijímání výhradně rostlinné stravy, nošení hrubého oděvu a k mlčenlivosti. Cisterciácký řád po necelých patnácti letech, kdy mu hrozilo vymření, postavil na nohy a oživil Bernard z Clairvaux (1090–1153). Přísná askeze znamenala spánek zhruba mezi 20.00 a 01.45, jídlo v létě dvakrát denně, v zimě jedenkrát. Mniši jedli pouze obilniny, zeleninu, mléčné produkty, ryby a z nápojů buď vodu nebo víno.
Když se objevuje ke konci 11. století řád kartuziánů, rozšiřuje se v Evropě životní styl anachoretů z Východu. Pro tento řád je charakteristické úplné odloučení od světa a společné pěstování kontaktu s Bohem, ale také prostota v liturgii, chudoba, mlčení, samota a posty. Když se mniši potřebovali domluvit, používali mezi sebou posunky. Na nahém těle nosili drsné žíněné roucho, náleželi k nejpřísnějším křesťanským mnišským řádům, v němž se kloubily rysy cenobitské s anachoretskými. Za svůj vzor přijmuli Řeholi Benediktovu, ale již zakladatel řádu, Bruno, ji zpřísnil. Kromě tří obvyklých mnišských slibů kartuziáni přidávají ještě slib mlčenlivosti a odloučenosti.
U zrodu řádu karmelitánů na počátku 13. století stála skupinka poustevníků. Vzorem pro ně byl Eliáš a jeho zápas na Karmelu. Řád se zaměřil na modlitbu a horlivost v apoštolátu po Eliášovu vzoru. Karmelitánská spiritualita zdůraznila blíženeckou lásku, odpoutanost od světa, umrtvování a pokoru. Jejich řehole se stala jednu z nejkratších řeholí. Byla poměrně přísná. Obsahovala povinnou každodenní účast na mši, samotu, kajícnost, mlčení, čistotu úmyslů, přísnost ve stravě, půst.
Myšlenkou chudoby byl uchvácen František z Assisi na přelomu 12. a 13. století. Kolem její radikální podoby utvořil malou skupinu, která se zřekla obydlí a procházela zemí jako potulní kazatelé. Kázali hlavně o morálních otázkách a vykládali prorocké spisy. František i ve své závěti zdůraznil význam chudoby, odmítání výsad a majetku a vyzýval k prostotě. To vedlo záhy k vnitřnímu pnutí v řádu a jeho rozdělení.
Společenství kněží, které dostalo za cíl hlásat křesťanskou nauku, založil Dominik, současník Františka z Assisi. Aby svůj úkol mohli plnit, bylo pro dominikány významné teologické studium. Nebyli podobně jako františkáni vázáni na stálé místo, ale po vzoru Ježíšových apoštolů putovali krajem v chudobě a přísné askezi.
Zvláštní druh askeze provozovali flagelanti známí především z Itálie, Německa a střední Evropy. V jejich případě se jednalo o bičování prováděné vzájemně nebo na sobě samém jako výraz kajícnosti. Toto laické a kněžské hnutí se objevuje v půli 13. století a bylo reakcí na společenský chaos, hladomory a učení Jáchima z Fiore (zemřel 1202) o třech věcích. Poslední věk, věk ducha, měl začít kolem roku 1260.

### Novověký katolicismus
Specifické rysy askeze lze spatřit mezi trapisty, kteří se jako mnišský řád ustanovují roku 1664. Přijímají řeholi sv. Benedikta obohacenou normami cisterciáků, kterou mají zpřísněnou osobitými zvyky. Jedná se o kontemplativní řád, který se věnuje modlitbě, četbě Písma svatého a fyzické práci. Důraz je položen na spiritualitu prožitku každé chvíle. Proto žijí své životy v mlčení a zdrženlivosti. Mezi sebou komunikují prostřednictvím posunků. Mluvit je možné pouze při práci, vyučování anebo hovoru s představeným. Aby byl takový život možný, staví si své kláštery na osamělých místech. Tam žijí v klauzuře a z kláštera nesmí odejít (až na výjimky), čímž náleží k nejpřísnějším řádům. Oproti kartuziánům žijí společným životem. Řád se objevil jako důsledek reformní snahy A. J. de Rancé uvnitř cisterciáckého řádu v klášteře La Trappe, když v něm Rancé zaváděl tuhou kázeň cisterciáků. Mezi zapovězené pokrmy náleželo maso, ryby, tuk, vejce, víno, bílý chléb.
Názorové neshody kolem výkladu učení sv. Františka z Assisi vyústily roku 1519 k rozdělení františkánského řádu na observanty (františkány) a konventuály (minority). První přijali Františkův odkaz více doslovně, druzí vykládají Františkův odkaz volněji. Podobně jako ostatní františkáni se i kapucíni, třetí z františkánských řádů, vyznačují osobní chudobou po vzoru sv. Františka z Assisi, obyčejným oblečením, přísnou kázní a prostým způsobem života. Kapucín byl na první pohled k rozpoznání podle svého plnovousu, kterým dával najevo své pohrdání světem.
Osobitým způsobem se askeze dotýkají také jezuité. Pro naplňování jezuitských cílů jsou charakteristická duchovní cvičení (Exercitia spiritualia) sepsaná Ignácem z Loyoly působícím v první půli 16. století. Jejich prostřednictvím Ignác přivádí k porozumění, že dokonalost je pro člověka dosažitelná také skrze lidské vlastnosti. Záleží mu na užívání vlastní píle. Jeho duchovní cvičení podpořila reformy klášterů, farností i diecézí. Za nejvyšší ctnost se v řádu jezuitů považuje poslušnost.

### Pravoslaví
V první půli 14. století je Řehoř Palamas připomínán jako hlavní postava hesychasmu. Cílem tohoto snažení bylo zvítězit nad vášněmi. Důraz byl položen na tichou meditaci, kdy se kontrolovalo dýchání a recitovala se modlitba: Pane Ježíši Kriste, Synu Boží, smiluj se nade mnou.
Na Východě se Basilova řehole dočkala jen malých změn. To má za důsledek, že zde jediným cenobitským řádem jsou basiliáni žijící právě podle Basilovy řehole. Významné a velké pravoslavné kláštery, ve kterých mniši žijí, jsou označovány pojmem lávra. Nejstarším ruským klášterem je Kyjevskopečerská lávra. Pro poustevnické osady malého rozsahu s přísným, asketickým řádem se vžilo označení skit (z řec. askétos). Mniši takto žijící získávají obživu z milodarů a vlastní řemeslné práce.

### Protestantismus
Pro protestantské reformátory je typické, že se svými kroky postavili proti tradičním asketickým praktikám římskokatolické církve, kterými byly půst a pohlavní zdrženlivost. Martin Luther v 16. století, jako bývalý mnich, dal najevo svůj vztah k askezi několika činy. Prvním byl, když za svého wartburského pobytu opakovaně v psaném projevu vystoupil proti klášterním slibům. V reakci na to kněží, řeholníci i řeholnice opouštěli svá povolání. Druhým jeho činem bylo odložení řeholního oděvu a vstoupení do manželství s bývalou cisterciačkou Kateřinou von Bora. Nejtvrdší slova kritiky míval Luther vedle mše svaté právě k řeholnímu životu.
V 16. století ve švýcarské Ženevě Jan Kalvín nastolil při vedení města životní styl přísné kázně vyznačující se asketickými rysy. Patřily mezi ně např. předpisy o oblékání a zákaz tance. Jiným rysem Kalvínovy snahy po opravdovosti ženevské církve bylo právo městských úředníků volně vstupovat do domácností, aby směli kontrolovat dodržování přísných pravidel církevního a občanského řádu. Později se pro Kalvínovy následovníky hledající nějaký zvláštní znak svatosti stalo typickým přísné, až rigidní svěcení svátečních dnů. Max Weber se ve významném díle Protestantská etika a duch kapitalismu v souvislosti s protestantskou etikou zmiňuje o nitrosvětské askezi, na jejíž utváření měl kalvinismus vliv a která se rozchází se starší křesťanskou askezí, vyznačující se protisvětským zaměřením. Nitrosvětská askeze je prožívána v úzkém sepětí s osobním životním nasměrováním a bere na sebe v protestantismu podobu obav z bohatství, bránění se plýtvání časem na zábavu, ale i spánek, či důrazu na tvrdou práci.